# Championnat de Malte de football 1999-2000
Navigation
Saison précédente Saison suivante
La saison 1999-2000 de Premier League Maltaise était la quatre-vingt-cinquième édition de la première division maltaise.
Lors de cette saison, le La Vallette FC a tenté de conserver son titre de champion face aux neuf meilleurs clubs maltais lors d'une série de matchs se déroulant sur toute l'année.
Lors de cette saison, le format de la compétition a été changé, les dix clubs participants à la première phase de championnat ont été confrontés à deux reprises aux neuf autres. En gardant une partie des points acquis lors de la première phase, les six premiers se sont ensuite affronté deux fois de plus pour se disputer la victoire finale et les quatre derniers pour éviter la relégation.
C'est le Birkirkara FC qui a été sacré champion de Malte pour la première fois de son histoire.
Trois places étaient qualificatives pour les compétitions européennes, la quatrième place étant celle du vainqueur du Trophée Rothman 1999-2000.

## Qualifications en coupe d'Europe
À l'issue de la saison, le champion a participé au 1er tour de qualification de la Ligue des champions 2000-2001.
Le vainqueur du Trophée Rothman et le troisième du championnat, le deuxième étant le vainqueur de Trophée et le finaliste étant le Birkirkara FC, ont pris les places pour la Coupe UEFA 2000-2001.
Enfin, la première équipe dans l'ordre du classement qui l'a souhaité a participé à la Coupe Intertoto 2000.

## Les dix clubs participants
| Club                | Stade             | Capacité | Ville      |
| ------------------- | ----------------- | -------- | ---------- |
| Birkirkara FC       | Infetti Ground    | 2 000    | Birkirkara |
| Floriana FC         | -                 | -        | Floriana   |
| Gozo FC (en)        | Gozo Stadium      | 4 000    | Gozo       |
| Paola Hibernians FC | Hibernians Ground | 8 000    | Paola      |
| Naxxar Lions FC     | -                 | -        | Naxxar     |
| Pietà Hotspurs      | -                 | -        | Pietà      |
| Rabat Ajax          | -                 | -        | Rabat      |
| Sliema Wanderers FC | Guze Fava Ground  | 4 000    | Sliema     |
| La Vallette FC      | -                 | -        | La Valette |
| Zurrieq FC          | -                 | -        | Zurrieq    |

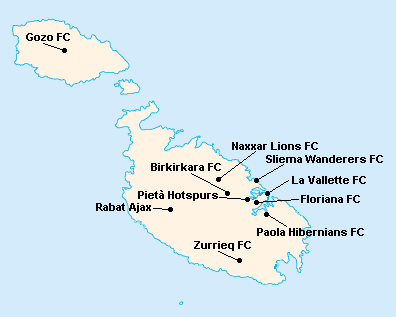
Localisation des clubs engagés dans le championnat.

L'île de Malte étant relativement petite, les clubs évoluent tous au stade National Ta'Qali (17 400 places). Certain cependant ont leur propre enceinte qu'ils peuvent éventuellement utiliser.

## Compétition

### Phase 1

#### Classement
| Rang | Équipe                  | Pts | J  | G  | N | P  | Bp | Bc | Diff |
| ---- | ----------------------- | --- | -- | -- | - | -- | -- | -- | ---- |
| 1    | Birkirkara FC           | 47  | 18 | 15 | 2 | 1  | 39 | 9  | +30  |
| 2    | La Vallette FC (T)      | 40  | 18 | 13 | 1 | 4  | 58 | 22 | +36  |
| 3    | Floriana FC             | 34  | 18 | 11 | 1 | 6  | 35 | 24 | +11  |
| 4    | Sliema Wanderers FC (C) | 33  | 18 | 10 | 3 | 5  | 41 | 23 | +18  |
| 5    | Pietà Hotspurs          | 26  | 18 | 7  | 5 | 6  | 33 | 36 | -3   |
| 6    | Paola Hibernians FC     | 22  | 18 | 5  | 7 | 6  | 28 | 25 | +3   |
| 7    | Naxxar Lions FC         | 16  | 18 | 4  | 4 | 10 | 27 | 40 | -13  |
| 8    | Gozo FC (en) (P)        | 14  | 18 | 3  | 5 | 10 | 14 | 29 | -15  |
| 9    | Zurrieq FC (P)          | 12  | 18 | 3  | 3 | 12 | 20 | 55 | -35  |
| 10   | Rabat Ajax              | 9   | 18 | 2  | 3 | 12 | 19 | 51 | -32  |

| Légende : Qualifications et relégations | Légende : Qualifications et relégations                                        |
| --------------------------------------- | ------------------------------------------------------------------------------ |
|                                         | Qualifié pour le tour des champions                                            |
|                                         | Qualifié pour le tour de relégation                                            |
|                                         | (T) : Tenant du titre 1998-1999 (P) : Promu (C) : Vainqueur du Trophée Rothman |

#### Matchs
| Résultats (▼dom., ►ext.)                                   | Bir | Flo | Goz | Hib | Nax | Pie | Rab | Sli | Val | Zur |
| Birkirkara FC                                              |     | 2-1 | 2-0 | 2-0 | 5-2 | 3-1 | 4-0 | 2-1 | 2-0 | 2-0 |
| Floriana FC                                                | 0-1 |     | 5-1 | 2-0 | 2-0 | 2-2 | 4-3 | 1-0 | 3-1 | 3-2 |
| Gozo FC (en)                                               | 1-0 | 0-1 |     | 1-1 | 0-0 | 0-0 | 1-1 | 1-2 | 0-2 | 1-0 |
| Paola Hibernians FC                                        | 0-0 | 0-1 | 3-1 |     | 3-3 | 2-2 | 3-0 | 1-1 | 3-2 | 1-2 |
| Naxxar Lions FC                                            | 1-5 | 3-0 | 2-1 | 0-0 |     | 2-3 | 2-3 | 2-3 | 2-4 | 3-0 |
| Pietà Hotspurs                                             | 0-1 | 3-2 | 2-3 | 1-4 | 1-0 |     | 2-1 | 0-0 | 2-5 | 2-1 |
| Rabat Ajax                                                 | 0-2 | 1-4 | 2-1 | 0-3 | 2-3 | 2-2 |     | 0-2 | 0-9 | 1-3 |
| Sliema Wanderers FC                                        | 0-1 | 2-1 | 4-1 | 3-3 | 3-0 | 2-3 | 3-1 |     | 1-3 | 5-0 |
| La Vallette FC                                             | 1-1 | 2-1 | 1-0 | 2-0 | 3-0 | 5-3 | 2-1 | 1-2 |     | 9-1 |
| Zurrieq FC                                                 | 1-4 | 1-2 | 1-1 | 2-1 | 2-2 | 1-4 | 1-1 | 2-7 | 0-6 |     |
| - Victoire à domicile - Match nul - Victoire à l'extérieur |     |     |     |     |     |     |     |     |     |     |

### Phase 2

#### Classement
| Rang | Équipe                  | Pts | J  | G  | N | P  | Bp | Bc | Diff |
| ---- | ----------------------- | --- | -- | -- | - | -- | -- | -- | ---- |
| 1    | Birkirkara FC           | 46  | 28 | 22 | 3 | 3  | 61 | 14 | +47  |
| 2    | Sliema Wanderers FC (C) | 39  | 28 | 17 | 4 | 7  | 62 | 36 | +26  |
| 3    | La Vallette FC (T)      | 36  | 28 | 18 | 2 | 8  | 75 | 36 | +39  |
| 4    | Floriana FC             | 27  | 28 | 14 | 2 | 12 | 50 | 44 | +6   |
| 5    | Pietà Hotspurs          | 22  | 28 | 10 | 5 | 13 | 45 | 57 | -12  |
| 6    | Paola Hibernians FC     | 20  | 28 | 8  | 7 | 13 | 37 | 48 | -11  |

| Rang | Équipe           | Pts | J  | G | N | P  | Bp | Bc | Diff |
| ---- | ---------------- | --- | -- | - | - | -- | -- | -- | ---- |
| 7    | Naxxar Lions FC  | 21  | 24 | 8 | 5 | 11 | 44 | 49 | -5   |
| 8    | Rabat Ajax       | 17  | 24 | 5 | 6 | 13 | 34 | 62 | -28  |
| 9    | Gozo FC (en) (P) | 12  | 24 | 4 | 7 | 13 | 22 | 39 | -17  |
| 10   | Zurrieq FC (P)   | 9   | 24 | 4 | 3 | 17 | 32 | 77 | -45  |

| Légende : Qualifications et relégations | Légende : Qualifications et relégations                                                     |
| --------------------------------------- | ------------------------------------------------------------------------------------------- |
|                                         | Ligue des champions 2000-2001 (1er Tour de qualification)                                   |
|                                         | Coupe UEFA 2000-2001 (Tour de qualification)                                                |
|                                         | Coupe Intertoto 2000 (1er Tour)                                                             |
|                                         | Relégation en First Division Maltaise                                                       |
|                                         | (T) : Tenant du titre 1998-1999 (P) : Promu en 1998-1999 (C) : Vainqueur du Trophée Rothman |

#### Matchs
| Résultats (▼dom., ►ext.)                                   | Bir | Flo | Hib | Pie | Sli | Val |
| Birkirkara FC                                              |     | 1-1 | 0-1 | 5-0 | 2-0 | 2-1 |
| Floriana FC                                                | 0-3 |     | 3-0 | 2-0 | 4-5 | 0-2 |
| Paola Hibernians FC                                        | 0-2 | 2-1 |     | 0-3 | 2-5 | 2-1 |
| Pietà Hotspurs                                             | 1-0 | 2-3 | 4-0 |     | 0-3 | 0-2 |
| Sliema Wanderers FC                                        | 0-2 | 2-1 | 2-1 | 2-0 |     | 0-0 |
| La Vallette FC                                             | 1-5 | 3-0 | 2-1 | 4-2 | 1-2 |     |
| - Victoire à domicile - Match nul - Victoire à l'extérieur |     |     |     |     |     |     |

| Résultats (▼dom., ►ext.)                                   | Goz | Nax | Rab | Zur |
| Gozo FC (en)                                               |     | 1-3 | 0-0 | 3-1 |
| Naxxar Lions FC                                            | 1-0 |     | 3-3 | 6-2 |
| Rabat Ajax                                                 | 1-1 | 3-2 |     | 5-3 |
| Zurrieq FC                                                 | 4-3 | 0-2 | 2-3 |     |
| - Victoire à domicile - Match nul - Victoire à l'extérieur |     |     |     |     |

## Bilan de la saison
| Tableau d'Honneur       |                     |
| Compétition             | Vainqueur           |
| Premier League Maltaise | Birkirkara FC       |
| Trophée Rothman         | Sliema Wanderers FC |
| Supercoupe de Malte     | La Vallette FC      |

| Qualifications européennes 2000-2001 |                                    |
| Ligue des champions                  | Qualifiés                          |
| 1er tour de qualification            | Birkirkara FC                      |
| Coupe UEFA                           | Qualifiés                          |
| Tour de qualification                | Sliema Wanderers FC La Vallette FC |
| Coupe Intertoto                      | Qualifiés                          |
| 1er tour                             | Floriana FC                        |

| Promotions et relégations           |                                      |
| Relégués en First Division Maltaise | Gozo FC (en) Zurrieq FC              |
| Promus de First Division Maltaise   | Hamrun Spartans Xghajra Tornadoes FC |